# Hogna kabwea
Hogna kabwea là một loài nhện trong họ Lycosidae.
Loài này thuộc chi Hogna. Hogna kabwea được Carl Friedrich Roewer miêu tả năm 1959.